# William Pakenham
William Lygon Pakenham, 4e comte de Longford (31 janvier 1819 - 19 avril 1887) est un homme politique, militaire et pair anglo-irlandais.

## Biographie

### Vie privée
Il est le deuxième fils de Thomas Pakenham, 2e comte de Longford et de Georgiana Emma Charlotte Lygon, fille de William Lygon, 1er comte Beauchamp.
Il fait ses études au Winchester College et entre dans l'armée en 1837.

### Vie publique
Après avoir servi pendant la guerre de Crimée et la Révolte des cipayes, Pakenham devient adjudant général en Inde en novembre 1858. Il est également colonel des Northumberland Fusiliers de 1878 à sa mort.
Il devient comte en 1860 à la mort de son frère aîné, le troisième comte et est créé chevalier de l'Ordre du Bain en 1861. Il siège sur les bancs conservateurs de la Chambre des lords et est Sous-secrétaire d'État à la guerre de 1866 à 1868, d'abord sous Edward Smith-Stanley, 14e comte de Derby puis avec Benjamin Disraeli. En février 1870, il est élu président de la Central Protestant Defence Association, créée en réponse à la loi sur l'Église irlandaise de 1869. Il est également lord-lieutenant de Longford de 1874 à 1887. À Dublin, il est membre du Kildare Street Club.
Il est créé KCB dans les honneurs d'anniversaire de 1861 et commandeur de l'Ordre du Bain dans les honneurs d'anniversaire de 1881.

## Famille
Il épouse, le 12 janvier 1862, Selina Rice-Trevor (1836-1862), fille de George Rice-Trevor, 4e baron Dynevor et de Frances Fitzroy. Ils ont cinq enfants.
- Georgiana Frances Henrietta Pakenham (1er septembre 1863 - 30 juillet 1943) épouse Hugh Gough, 3e vicomte Gough (27 août 1849 - 14 octobre 1919), dont descendance ;
- William Pakenham, lord Silchester (19 octobre 1864 - 16 février 1876), célibataire, sans enfants ;
- Thomas Pakenham, 5e comte de Longford (19 octobre 1864 - 21 août 1915) épouse Mary Julia Child-Villiers (26 mai 1877 - 21 novembre 1933), dont descendance ;
- Edward Michael Pakenham (20 février 1866 - 27 décembre 1937), célibataire, sans enfants ;
- Katharine Louisa Pakenham (10 avril 1868 - 9 mars 1954) épouse William Lyonel Vane (30 août 1859 - 23 janvier 1920), dont descendance.

## Distinctions

### Décorations britanniques
- Chevalier grand-croix de l'Ordre du Bain (1881)
  -  Chevalier commandeur de l'Ordre du Bain (1861)
  -  Compagnon de l'Ordre du Bain (1855)